# Radio Song Book – De bedste fra Sko/Torp
Radio Song Book – De bedste fra Sko/Torp er det første opsamlingsalbum fra den danske poprock-duo Sko/Torp. Det udkom i 1997 på Medley Records, og var gruppens sidste udspil i ti år, da de netop var gået fra hinanden.

## Spor
1. "On A Long Lonely Night" - 3:55
2. "Get Ready" - 4:01
3. "Loser's Game" - 5:07
4. "Wheels" - 4:17
5. "Young Girl's Heart" - 4:14
6. "You Read My Moods" - 3:38
7. "Familiar Roads" - 4:58
8. "Dolphin Girl" - 4:45
9. "Glorious Days (Live 1991)" - 5:40
10. "True Confessions" - 4:33
11. "Desperate Man" - 4:32
12. "Golden Girls" - 4:52
13. "I Ain't Got Too Many Problems" - 4:54
14. "I'm Down" - 4:54
15. "My Intuition" - 4:24
16. "Need No Reason (On A Perfect Day)" - 3:46

## Hitliste
| Hitliste (1997)        | Højeste placering |
| ---------------------- | ----------------- |
| Danmark (Album Top-40) | 39                |